# Juan de Zozaya y Lecuberria
Juan de Zozaya y Lecuberria, bautizado en Sumbilla (Navarra) el 12 de enero de 1661. Fue conocido por haberse desempeñado como corregidor de Guyaquil y después presidente de la Audiencia de Quito cuando tuvo que enfrentar un ataque pirata al puerto. Zozaya, que también tenía autoridad militar, fue el primero en ser denominado dentro del grupo de presidentes "a capa y espada" por su condición militar. Buscó hacer uso de su experiencia para defender la Audiencia de Quito de los ataques provenientes de los corsarios.  

## Reseña biográfica
Sus padres fueron Juanes de Zozaya y Arruartena, dueño de la Casa de Auloa y alcalde de Sumbilla, y María de Lecuberria y Larraín; quienes contrajeron matrimonio en Aranaz en 1647. Contrajo matrimonio en Quito con Micaela María de Ontañón y Romo de Córdoba, con quien tuvo cuatro hijas: Agustina, Francisca, Juana (I) y Juana (II).
Llegó a América reclamado por su tío Pedro de Zozaya Aranibar. Fue corregidor de Guayaquil entre 1701 y 1704, su cargo oficial fue el de corregidor y justicia mayor y recibió la aprobación el 27 de junio de 1701 para oficialmente hacerse del cargo el 20 de agosto de 1701. Su nombramiento lo recibió del virrey del Perú, el conde de la Monclova, Melchor Portocarrero Lasso de la Vega.  

### Presidente de la Audiencia de Quito
Posteriormente sería nombrado presidente de la Audiencia de Quito por decreto de 1706, tras la compra de la plaza por el precio de 20000 escudos de plata. Su periodo como presidente de la Real Audiencia de Quito duraría de 1707 a 1714. Fue militar, y por ello está considerado como presidente “de capa y espada” a diferencia de los “letrados”, quienes en lugar de hacer carrera militar habían estudiado derecho. En este sentido se pareció más bien a los presidentes como Juan de Lizarazu, caballero de Santiago y Martín de Arriola, caballero de la orden de Alcántara. Por su parte el presidente Lope Antonio de Munive sería también caballero de la orden de Calatrava, sin embargo por su carrera en la universidad de Salamanca se lo considera dentro del grupo de los letrados. Zozaya y Lecuberría recibió hábito como Caballero de la Orden de Santiago en 1708.  

#### Asedio de Guayaquil

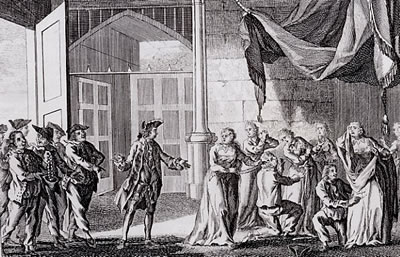
Representación de Woodes Rogers, corsario inglés que invadió Guayaquil

Al tercer año de su presidencia Guayaquil se vio invadido por piratas nuevamente. Durante esta época el corregidor de Guayaquil era Jerónimo Boza y Solís, del cual se recuerda negligencia al defender la ciudad. Este cargo de corregidos que había tenido también Zozaya le sirvió para evitar lo que había hecho Boza y Solís e intentar defender la ciudad. El ataque fue duro y la ciudad quedó destruida después de iniciarse un incendio tras lo cual Zozaya buscó reconstruir todo y restaurar el puerto a su condición original. 
La flota de Rogers en su vuelta al mundo al llegar al mar del sur, océano Pacífico, empezó a quedarse sin provisiones por lo que Rogers reunió a sus oficiales Dampier y Selkirk, para ingeniar un plan y salir de la situación. Por esta razón decidieron atacar la ciudad de Guayaquil. Algo que al inicio no estuvo dentro de los planes porque la tropa eran navegantes pero no se consideraban aptos para la infantería. Sin embargo Rogers consiguió persuadir por lo que les prometió que todo lo que un marinero corsario pudiera sacar de Guayaquil sería suyo. Las excepciones serían aretes de mujer con diamantes, perlas y piedras preciosas sueltas. Atacaron inicialmente la isla Puná que a diferencia de un siglo atrás, con la dinastía Tomalá, esta vez no pudo ser defendida satisfactoriamente. Navegar en el golfo de Guayaquil es sin embargo difícil según confiesa en su diario puesto que "Preferiría estar en una tormenta en el mar que aquí". Cuando llegaron, sin embargo, Guayaquil había sido destruida por un incendio poco tiempo antes. No supieron si habían sido vistos por lo que para evitar problemas regresaron rápidamente.
La presidencia de Zozaya la resume González Suárez de la siguiente manera:

Como sucesor del licenciado don Francisco Dicastillo, obtuvo el nombramiento de presidente don Juan de Sosaya, oriundo de Navarra; Sosaya no era letrado sino militar, y había servido el cargo de corregidor de Guayaquil. Tomó posesión de la presidencia a principios de marzo de 1707, casi dos años después de haber quedado vacante. Bajo el régimen de la dinastía de Austria, observaba el Consejo de Indias ciertas costumbres tradicionales, que habían venido a ser con el tiempo leyes en la administración de las colonias; así, desde que en 1564 se fundó la Audiencia de Quito hasta 1707, todos los presidentes de ella habían sido togados, es decir, hombres de letras, graduados en Universidades, y no gente de la milicia. Sosaya fue el primer presidente de capa y espada; pues además del gobierno civil y autoridad judicial que habían tenido sus predecesores, se le concedió también el poder militar, pero bajo la inmediata dependencia del virrey de Lima, de modo que el título de capitán general que se le dio al Presidente Sosaya, fue más bien un mero honor que una autoridad.
González Suárez - Historia General del Ecuador